# Tahir Kahrovic

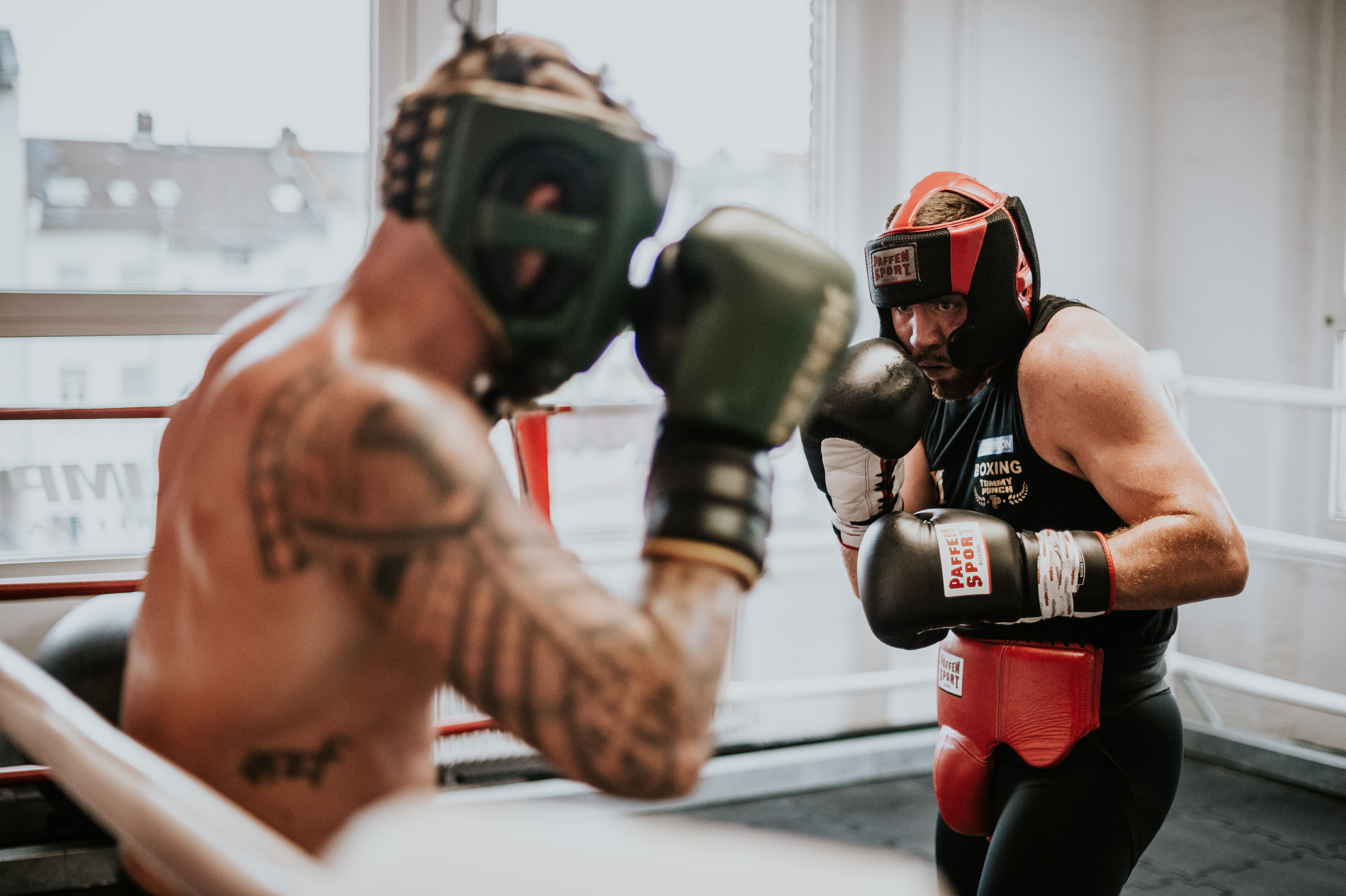
Trainingsbild von Tommy Punsch

Tahir Kahrovic (* 29. September 1996 in Kassel) ist ein deutscher Profiboxer. Er ist seit dem 8. Dezember 2018 Titelträger des WBC-Youth Interkontinental Gürtels im Cruisergewicht. Am 29. August 2020 wurde er durch einen Sieg in der dritten Runde zum Deutschen Meister gekürt. Des Weiteren wurde er am 14. Juli 2017 Junioren Weltmeister in der identischen Gewichtsklasse des Box Verbandes WBU.

## Karriere als Profiboxer (2016 bis heute)
Seinen ersten Profikampf absolvierte Tahir Kahrovic als 20-Jähriger am 16. Januar 2016 erfolgreich gegen Srdan Govedarica in München. In seinen ersten 11 Kämpfen, die er allesamt gewonnen hat, konnte er 9 mal vorzeitig durch K.o gewinnen. Mit einem offensiven und beweglichen Kampfstil wurde Tahir Kahrovic seinem Kampfnamen "Tommy Punch" gerecht.
Im Sommer 2018 wurde "Tommy Punch" vom "MH Boxing" Boxstall des ehemaligen Weltmeisters Marco Huck unter Vertrag genommen. Das "MH-Boxing" mit Sitz in Berlin ist auch gleichzeitig der Trainings- und Vorbereitungsort von Tahir zu seinen Kämpfen.
Am 8. Dezember 2018 wurde er durch technischen K.o. in der 4. Runde Youth Interkontinental Champion des renommierten Boxverbands World Boxing Council im Cruisergewicht. "Tommy Punch" duellierte sich zudem auf der „Wiesbadener Box-Nacht“ die im Fußballstadion von SV Wehen Wiesbaden ausgetragen wurde. Er gewann gegen seinen ungarischen Kontrahenten Norbert Szekeres einstimmig nach Punkten. Am 12. Oktober 2019 konnte Tahir Kahrovic alias "Tommy Punch" auf der Veranstaltung von Marco Huck seinen Titel verteidigen. Tahir Kahrovic blieb in seinen bisherigen 16 Kämpfen ungeschlagen, wovon er 11 durch K.o. gewinnen konnte.
In seinen bisherigen Wettkampfvorbereitungen zählen mehrmalige Weltmeister, wie Marco Huck und Arthur Abraham zu seinen Sparringspartnern.

## Liste der Profiboxkämpfe
| Jahr | Tag          | Gegner                 | Ort                               | Ergebnis | Typ |
| ---- | ------------ | ---------------------- | --------------------------------- | -------- | --- |
| 2016 | 16. Januar   | Srdan Govedarica       | Bavaria Filmgelände, München      | Sieg     | SD  |
| 2016 | 26. Februar  | Marko Angermann        | Stadthalle, Offenbach             | Sieg     | KO  |
| 2016 | 15. Juli     | Edi Delibaltaoglu      | Ballhaus Forum, München           | Sieg     | SD  |
| 2017 | 28. Januar   | Michael Klempert       | Dorsten                           | Sieg     | RTD |
| 2017 | 11. Februar  | Zeljko Bojic           | Vural Boxing Academy, Köln        | Sieg     | TKO |
| 2017 | 13. Mai      | Ramazi Gogichashvili   | Eissporthalle, Dorsten            | Sieg     | RTD |
| 2017 | 4. November  | Paata Aduashvili       | Boellenfalltor-Halle, Darmstadt   | Sieg     | UD  |
| 2017 | 16. Dezember | Michael Klempert       | Messehalle, Straubing             | Sieg     | KO  |
| 2018 | 10. März     | Orlando Antonio Farias | Maritim Berghotel, Braunlage      | Sieg     | KO  |
| 2018 | 26. Mai      | Drazan Janjanin        | Heinz Reinhard Halle, Darmstadt   | Sieg     | RTD |
| 2018 | 6. Oktober   | Tibor Varga            | Alte Waage, Braunschweig          | Sieg     | TKO |
| 2018 | 8. Dezember  | Elvis Smajlovic        | Rattenfanger Halle, Hameln        | Sieg     | TKO |
| 2019 | 22. Juni     | Mihai Macovei          | Argensporthalle, Wangen in Allgäu | Sieg     | KO  |
| 2019 | 6. Juli      | Norbert Szekeres       | Brita-Arena, Wiesbaden            | Sieg     | UD  |
| 2019 | 10. August   | Ibrahim Odobasic       | Maritim Hotel, Tiergarten         | Sieg     | TKO |
| 2019 | 12. November | Vadym Novopashyn       | Maritim Berghotel, Braunlage      | Sieg     | UD  |
| 2020 | 29. August   | Zoltan Sera            | Eisstadion Braunlage, Braunlage   | Sieg     | TKO |